# Funk Generation: A Favela Love Story
Funk Generation: A Favela Love Story —en español: Generación funk: una historia de amor de favela— es un extended play (EP) de la cantante brasileña Anitta. Fue lanzado a través de Republic Records el 18 de agosto de 2023. Cuenta con tres canciones —«Funk Rave», «Casi casi» y «Used to Be»—, cada una con un videoclip como parte de una trilogía visual. El proyecto es considerado como el primer capítulo del próximo sexto álbum de estudio de la cantante, Funk Generation (2024).

## Antecedentes
En abril de 2023, Anitta firmó con Republic Records después de abandonar Warner Records. El siguiente mes, Anitta reveló en una entrevista que su siguiente álbum de estudio sería un álbum en español e inglés inspirado en el funk carioca. El 1 de agosto de 2023, Anitta insinuó el lanzamiento de Funk Generation: A Favela Love Story a través de cuentas de redes sociales. Reveló la portada el 4 de agosto y la fecha de lanzamiento el 14 de agosto. De acuerdo con Anitta, solamente «Funk Rave» aparecerá en su próximo sexto álbum de estudio, Funk Generation, programado para ser lanzado el 26 de abril de 2024.

## Lanzamiento y promoción
Funk Generation: A Favela Love Story fue lanzado para descarga digital y streaming el 18 de agosto de 2023. El sencillo principal del proyecto, «Funk Rave», fue lanzado el 22 de junio de 2023. «Casi casi» fue lanzado como el segundo sencillo el mismo día que el proyecto, mientras que «Used to Be» fue lanzado como el tercer sencillo el 24 de agosto de 2023.

### Trilogía visual
Cada canción del proyecto recibió un videoclip acompañante que forma parte de una trilogía visual. El videoclip de «Funk Rave» fue lanzado el 23 de junio de 2023 y dirigido por João Wainer y Ricardo Souza. Los videos de «Casi casi» y «Used to Be» fueron lanzados el 18 de agosto y 24 de agosto, respectivamente, y dirigidos por Souza.
El videoclip de «Funk Rave» tiene lugar en una favela y muestra a Anitta conociendo a un hombre (interpretado por el modelo brasileño Yuri Meirelles), a quién le hace sexo oral en un rincón. El videoclip de «Casi casi» tiene lugar en un burdel, donde el personaje de Anitta trabaja como recepcionista. El personaje de Meirelles vuelve a aparecer en el video, está vez como el novio de Anitta. El videoclip de «Used to Be» empieza en un restaurante, donde el personaje de Meirelles le pide matrimonio a Anitta. Durante su boda, que tiene en lugar en una iglesia, Anitta es secuestrada por un grupo de asaltantes. Sin embargo, logra liberarse y vuelve a la iglesia para continuar con la boda.

## Lista de canciones
| Funk Generation: A Favela Love Story |              |                                                                                                 |                                          |          |  |
| N.º                                  | Título       | Escritor(es)                                                                                    | Productor(es)                            | Duración |  |
| 1.                                   | «Funk Rave»  | Larissa de Macedo Machado DJ Gabriel do Borel Melony Redondo Márcio Arantes Thomas Wesley Pentz | Diplo DJ Gabriel do Borel Márcio Arantes | 2:27     |  |
| 2.                                   | «Casi casi»  | Machado Arantes Declan Hoy DJ Gabriel do Borel Luiz Cláudio Junior Redondo                      | Arantes Brabo Decz DJ Gabriel do Borel   | 2:13     |  |
| 3.                                   | «Used to Be» | Machado Arantes DJ Gabriel do Borel Ilya Salmanzadeh Redondo Rami Yacoub Savan Kotecha          | Arantes DJ Gabriel do Borel Ilya         |          |  |
| 7:32                                 |              |                                                                                                 |                                          |          |  |